# 吉尔多内
吉尔多内（義大利語：Gildone），是意大利坎波巴索省的一个市镇。总面积29平方公里，人口864人，人口密度29.8人/平方公里（2009年）。ISTAT代码为070026。